# Ludvík Mackrle
Ludvík Mackrle (8. srpna 1893 Biskupice – 28. června 1943 Brieg) byl československý legionář, inženýr, odbojář a oběť nacismu.

## Život

### Před první světovou válkou
Ludvík Mackrle se narodil 8. srpna 1893 v Biskupicích na Jevíčsku v rodině zemědělce Františka Mackrleho a Aloisie, rozené Šmýdové. Vychodil šest tříd obecné školy a vystudoval sedmiletou reálku v Jevíčku. V roce 1911 nastoupil ke studiu oboru kulturního inženýrství (meliorací) na České vysoké škole technické v Brně. Byl členem Sokola.

### První světová válka
V roce 1915 byl nucen Ludvík Mackrle studium na České vysoké škole technické v Brně přerušit a nastoupit do c. a k. armády a jako vojín 93. pěšího pluku padl v roce 1916 na ruské frontě do zajetí. V Penze podal přihlášku do Československých legií, kam byl 2. dubna 1918 přijat. Absolvoval Sibiřskou anabázi a demobilizován byl v roce 1921 v hodnosti poručíka.

### Mezi světovými válkami
Mezi lety 1920 a 1921 dostudoval Ludvík Mackrle svůj obor na České vysoké škole technické v Brně. Do roku 1923 pracoval na Zemském úřadu v Brně, poté nastoupil do brněnských městských vodáren, kde se vypracoval do funkce náměstka ředitele, kterým byl jeho švagr ing. Vojtěch Beneš. Společně stáli za rozvojem podniku v téměř celém meziválečném období. V roce 1926 se oženil s Ludmilou Mézlovou, manželům se v roce 1927 narodila dvojčata Vladimír a Svatopluk.

### Druhá světová válka
Po německé okupaci v březnu 1939 vstoupil Ludvík Mackrle do protinacistického odboje v organizaci Obrana národa. Za svou činnost byl 29. ledna 1940 zatčen gestapem, vězněn v brněnských Sušilových a poté v Breslau. Dne  4. listopadu 1942 byl lidovým soudem odsouzen k sedmi letům vězení. Následně byl vězněn v Dietzu a Briegu, kde 28. června 1943 zahynul. Během věznění sepsal s pomocí dozorce pojednání o moderním vodárenství, které bylo po jeho úmrtí zmíněným dozorcem tajně doručeno rodině.

## Posmrtná ocenění
- Ludvíku Mackrlemu byl in memoriam udělen titul Doktor technických věd
- V roce 2015 byl Ludvíku Mackrlemu v Brně odhalen Kámen zmizelých, který byl v roce 2016 přesunut do areálu brněnských vodáren[1]

## Rodina
Syn Ludvíka Mackrleho Dr. Ing. Vladimír Mackrle se stal mezinárodně uznávaným odborníkem a autorem odborné literatury v oboru vodárenství. Švagrem a manželem sestry manželky Ludvíka Mackrleho byl jeho spolužák a dlouholetý nadřízený v brněnských vodárnách Vojtěch Beneš. I on byl členem odbojové organizace Obrana národa a v roce 1943 zahynul během nacistického věznění.